# Bell-lloc d’Urgell
Bell-lloc d’Urgell település Spanyolországban, Lleida tartományban. Bell-lloc d’Urgell Lleida, Alcoletge, Vilanova de la Barca, Bellvís, El Palau d'Anglesola, Sidamon, Torregrossa és Els Alamús községekkel határos. Lakosainak száma 2359 fő (2024).

## Népesség
A település lakosságának változását az alábbi diagram mutatja:
| Lakosok száma | 33   | 984  | 1484 | 2226 | 2208 | 2126 | 2447 | 2351 | 2315 | 2359 |
|               | 1717 | 1887 | 1936 | 1960 | 1986 | 2004 | 2009 | 2014 | 2019 | 2024 |